# Fun Animal Songs
Fun Animal Songs är en barnskiva av den amerikanske trubaduren Tom Paxton, utgiven 16 februari 1999 på skivbolaget Delta Entertainment.
Samma datum som detta album kom ut gavs två ytterligare barnskivor med Paxton ut; Fun Food Songs och A Car Full of Fun Songs.

## Låtlista
Samtliga låtar skrivna av Tom Paxton
1. "Engelbert the Elephant"
2. "Jennifer's Rabbit"
3. "Fred"
4. "Goin' to the Zoo"
5. "My Dog's Bigger Than Your Dog"
6. "Gray Mares"
7. "Allen Gator"
8. "The Dog With Two Tails"
9. "At the 'Quaruim"
10. "Fish Are Orderly"
11. "The Crow That Wanted to Sing"
12. "The Monkey's Baseball Game"
13. "The Wooley Booger"
14. "A Giraffe Can Laugh"
15. "The Wonderful Pigtown Fair"
16. "Dinosaurs at Play"
17. "Sing Spider Sing"
18. "Don't Be Rude to the Rhinocerus"